# 普天堡电子乐团
普天堡电子乐团（朝鲜语：／）是朝鮮的一个乐团。乐团以1937年6月4日发生的普天堡战役命名，朝鮮第一代領導人金日成在该战役带领游击队袭击日军在普天堡的据点。乐团主要以电子乐形式演出朝鲜、前苏联、中国革命歌曲和传统民谣，以及少量日本、欧美歌曲。该乐团鼎盛时期在朝鲜受欢迎程度极高。乐团演出的歌曲由朝鲜木兰录像公司—光明音乐社发行，直至2012年已发行超过180张唱片，朝鲜的电台和电视台也播放其创作的歌曲。

## 历史
1985年6月4日，根据金正日的指示组建该乐团。
1991年，乐团访问日本并举办演出。
2007年，由于国内保守派老干部对乐团的演出风格不满，认为其演出风格“不符合朝鲜的民族情感”，该乐团在朝鲜音乐界的影响大减。此后大批乐团成员更进入其他艺术团体，如王在山轻音乐团和2009年新成立的银河水管弦乐团。
2011年2月开始，朝鲜中央电视台播出《回忆之歌——普天堡电子乐团曲目选》，即该乐团全盛时期的演出录像，至6月结束。此举相当于该乐团被宣告事实上已经解散。
2015年3月，朝鲜中央电视台播出《回忆之歌》，该乐团的原班人马以乐团的名义重聚演出。同年10月举办的庆祝朝鲜劳动党建党70周年文艺晚会上，该乐团再次以相同方式亮相演出。

## 成员
- 金文赫（朝鲜语：김문혁，1965-）功勋演员。现为血海歌剧团作曲家。
- 权庆鹤（朝鲜语：권경학，1968-）现为平壤音乐大学教师。
- 全权（朝鲜语：전권，1965-）人民艺术家。钢琴师。现为王在山艺术团党委书记。
- 李文（朝鲜语：리문，1967-) 现朝鲜人民军航空及防空军协奏团电子乐团技术指导。
- 姜哲浩（朝鲜语：강철호，1967-）功勋演员。现王在山艺术团作曲家。
- 朴义贤（朝鲜语：박의현，1953-）现为万寿台艺术剧场音乐演奏家。
- 宋光（朝鲜语：송광，1965-）功勋演员。现金星第一中学教师。
- 金英日（朝鲜语：김영일，1966-）现文化省群众文化局责任部员。
- 崔文哲（朝鲜语：최문철，1963-）现平壤电影录音所演奏家。
- 金燕洙（朝鲜语：김연수，1961-）功勋艺术家。现朝鲜人民军航空及防空军协奏团指挥家。
- 金光淑（朝鲜语：김광숙，1964-2018)人民演员。生于平壤市大城区。曾为平壤学生少年宫艺术创作和声乐指导老师。2018年1月因车祸离世。
- 全惠英（朝鲜语：전혜영，1972-）人民演员。生于平壤市东大院区。现为万景台学生少年宫声乐指导老师。
- 李京淑（朝鲜语：리경숙，1970-）功勋演员。生于平壤市平川区。现为平壤音乐学院声乐系教师。
- 李粉姬（朝鲜语：리분희，1972-）功勋演员。生于平壤市西城区。
- 赵锦花（朝鲜语：조금화，1970-）功勋演员。生于咸镜南道德城郡。现为金元均平壤音乐大学大众歌曲讲座的讲座长。
- 金贞女（朝鲜语：김정녀，1976-）生于黄海北道开城市。现为金星学院声乐讲座的讲座长。
- 尹惠英（朝鲜语：윤혜영，1977-）生于慈江道前川郡。现为王在山艺术团歌手。
- 玄松月（朝鲜语：현송월，1972-）功勋演员。生于平壤市。现为牡丹峰乐团團長。
- 李钟午（朝鲜语：리종오，1944-2016）作曲家。曾被授予金日成勋章、金日成奖，劳动英雄的人民艺术家。生于平安北道龟城市。1966年毕业与平壤音乐大学器乐系，创作了《一片丹心，珍藏红心》、《我们将军数第一呀》、《朝鲜的将军》、《爱的微笑》、《口哨》、《脚步》、《見到你很高興》等140多首歌曲。2016年11月因心肌梗塞去世。其最后职业为朝鲜人民军协奏团作曲顾问。
- 金元日（朝鲜语：김원일）人民演员。电子琴手。因某种未知原因被封杀。朝鲜中央电视台近年播出的普天堡电子乐团演出录像（如2011年《回忆之歌》）用各种技术手段将其影像抹去[6]。

## 脚注
1. ↑  Martial music and sea shanties for Andy Kershaw in North Korea, Andy Kershaw, Songlines: the world music magazine #22, Jan/Feb 2004, p. 112.
2. 1 2  Axis of Evil meets Harry Potter, Britney （页面存档备份，存于）, Audra Ang, Pittsburgh Post-Gazette, November 7, 2005, on line, accessed 14-III-2007.
3. 1 2  조선출판물수출입사-보천보전자악단 음반[永久]
4. ↑  . 韓國民族文化大百科事典.   [2022-11-23]. （原始内容存档于2022-11-23） （韩语）.
5. ↑  .   [2007-11-29]. （原始内容存档于2007-12-11）.